# Филизите на лозата
„Филизите на лозата“ (на френски: Les Vrilles de la vigne) е сборник разкази на френската писателка Колет, издаден през 1908 година.
Сборникът включва 20 разказа, някои от които публикувани и преди това в различни издания. Те имат автобиографичен характер и често отразяват любовта на авторката към природата и носталгията по селския живот от детството ѝ.